# René Cassin
René Cassin (Bayonne, 1887. október 5. – Párizs, 1976. február 20.) Nobel-békedíjas francia jogász, politikus.

## Életpályája
Első világháborús élményei alapján kezdett foglalkozni a háborúk megakadályozásának nemzetközi jogi kérdéseivel. 1940-ben csatlakozott De Gaulle mozgalmához és a londoni  francia emigráns kormány jogi bizottságának vezetője volt. 
1944 és 1960 között az Államtanács alelnöke volt. 1924 és 1938 között a Nemzetek Szövetségében, majd 1946 és 1958 között az ENSZ-ben képviselte Franciaországot. 1948 és 1967 között az ENSZ Emberi Jogok Bizottságának elnöke volt.

## Díjai, elismerései
- Nobel-békedíj (1960)
- A Francia Társadalomtudományi Akadémia tagja (1947)